# HHDFUN
HHDFUN, auch HHD_FUN (gegründet 2007 in Peking) ist ein chinesisches Architekturbüro, das vom Architektenpaar Luming Wang und Zhenfei Wang geführt wird. Gebäude erstellte das Büro bisher nur in China. In Europa konnte man seine Projekte jedoch in zahlreichen Ausstellungen sehen. Es war seit 2010 drei Mal auf der Architekturbiennale Venedig vertreten und 2013 auf der Kunstausstellung Biennale di Venezia.

## Ziele
Konzept des Büro ist es, unterschiedliche Wissensformen in die planerische Arbeit einzubeziehen und unerwartete Entwürfe zu bieten. Das Büro arbeitet mit Künstlern, Modedesignern, Mathematikern und Ingenieuren zusammen.
Neben der Vielfalt an Ausgangsideen legen HHDFUN Wert auf den Einsatz computerbasierter Planungs- und Gestaltungsinstrumente. Nachdem der chinesische Präsident 2016 das Ende von „skurriler Architektur“ ausrief, was auch auf computerbasierte Entwürfe gemünzt war, hielten Wang Zhenfei und Wang Luming dem entgegen, dass die neuen Technologien für effizientes Bauen wichtig seien.

## Projektunabhängige Auszeichnungen
Dreimal beteiligte sich HHDFUN an der Architekturbiennale Venedig. So gestalteten sie 2010 in der Galerie CA’ASI eine Ausstellung zum Thema New Chinese Architecture, die sie im selben Jahr in Paris wiederholten und damit den dritten Preis von Architecture Studio office und dem AREA magazine erhielten.
2016 waren sie offizielle Teilnehmer bei der Architekturbiennale Venedig "Share and Regeneration". 2020 gelang es ihnen, ihr Projekt Xijingyu Village auf der Architekturbiennale Venedig im Chinesischen Pavillon zu präsentieren
2013 nahmen HHDFUN sogar unter dem Titel Construction Ahead an der Kunst-Biennale di Venezia teiI.
Sie gewannen den Grand Architectural Creation Award in China und bekamen 2018 die Auszeichnung für Excellent Communications Design in der Kategorie Retail Architecture.

## Projekte und Preise
Im Folgenden werden Projekte in der Reihenfolge ihrer Fertigstellung aufgelistet. Soweit nicht anders angegeben, befinden sich die Projekte in China.

### Gebäude
- 2009: YJP Administrative Center, temporäre Verwaltungszentrum, Tianjin[4][5]
- 2010: Öffentliche sanitäre Anlagen und Duschen, Shanhaitian Strandpark in Rizhao[6]
- 2012: LanQiao Clubhouse, Wellnesszentrum, Shanhaitian Strandpark in Rizhao[7]
- 2012: Fußgängerbrücke, Shanhaitian Strandpark in Rizhao[8]
- 2014: Earthly Pond Service Center (deutsch: Dienstleistungszentrum Irdischer Teich) auf der Internationalen Gartenbauausstellung, Qingdao, Shandong[9]
  - 2015 Iconic awards, Kategorie Architecture[3]
  - 2016: German Design Award, Special Mention in der Kategorie Excellent Communications DesignArchitecture[10]
- 2014: Heavenly Water Service Center (deutsch: Dienstleistungszentrum Himmlische Wasser) auf der Internationalen Gartenbauausstellung, Qingdao, Shandong[11]
- 2014: Binhai Xiaowai High School, Tianjin[12]
- 2014: Freeze Factory, Xiamen
- 2017: Grand Gourmet Flagship Store, Innenausbau eines Verkaufsraums[13]
  - 2017: Iconic Award, Kategorie Innenarchitektur[14]
  - 2018: German Design Award[15]
  - 2018: Red Dot Award, Kategorie Communication Design[3]
- 2017: Tianrenhe Museum, Hangzhou[16]
  - 2017: Arcaid Awards, Die besten Gebäude[17]
- 2019: Xijingyu Village[3]

### Temporäre Projekte
- 2010: Pavillon für die Modeausstellung JNBY und Cotton US, Shanghai[18]
- 2011: Double Infinity Exhibition[19]
- 2016: Zài XĪng TǓ Mù – Sixteen Chinese Museums, Fifteen Chinese Architects, Aedes Architekturforum, Berlin[20]
- 2016: Towards A Critical Pragmatism: Contemporary Architecture in China, Graduate School of Design der Harvard University, USA

## Veröffentlichungen
- Zhenfei Wang, Luming Wang: Rethinking Parametric Design. In: New Perspective, Urban Flex. Januar 2011.
- Zhenfei Wang: Old Industrial Compound and Art Zone _Renovation of the Xiamen Shapowei Art Zone Refrigeration Plant and Surroundings. In: Time + Architecture. Mai 2014.
- Zhenfei Wang, Luming Wang: Localized Low-Tech Parametric Design. In: UED 052. April 2011.